# ダーク郡 (オハイオ州)
ダーク郡（英: Darke County）は、アメリカ合衆国オハイオ州の西部に位置する郡である。2010年国勢調査での人口は52,959人であり、2000年の53,309人から0.7%減少した。郡庁所在地はグリーンビル市（人口13,227人）であり、同郡で人口最大の都市でもある。
ダーク郡はその全体でグリーンビル小都市圏を構成している。郡名はアメリカ独立戦争の軍人ウィリアム・ダークに因んで名付けられた。

## 地理
アメリカ合衆国国勢調査局に拠れば、郡域全面積は599.76平方マイル (1,553.4 km2)であり、このうち陸地598.10平方マイル (1,549.1 km2)、水域は1.66平方マイル (4.3 km2)で水域率は0.28%である。

### 隣接する郡
- マーサー郡 - 北
- シェルビー郡 - 北東
- マイアミ郡 - 東
- モンゴメリー郡 - 南東
- プレブル郡 - 南
- ウェイン郡 (インディアナ州) - 南西
- ランドルフ郡 (インディアナ州) - 西
- ジェイ郡 (インディアナ州) - 北西

## 人口動態
以下は2000年国勢調査による人口統計データである。
| 基礎データ - 人口: 53,309人 - 世帯数: 20,419 世帯 - 家族数: 14,905 家族 - 人口密度: 34人/km2（89人/mi2） - 住居数: 21,583軒 - 住居密度: 14軒/km2（36軒/mi2） 人種別人口構成 - 白人: 98.09% - アフリカン・アメリカン: 0.39% - ネイティブ・アメリカン: 0.17% - アジア人: 0.25% - 太平洋諸島系: 0.02% - その他の人種: 0.34% - 混血: 0.74% - ヒスパニック・ラテン系: 0.86% 先祖による構成 - ドイツ系：43.1% - アメリカ人：20.1% - イギリス系：8.1% - アイルランド系：6.8% - フランス系：5.8% | 年齢別人口構成 - 18歳未満: 26.3% - 18-24歳: 7.8% - 25-44歳: 27.5% - 45-64歳: 23.2% - 65歳以上: 15.3% - 年齢の中央値: 37歳 - 性比（女性100人あたり男性の人口） - 総人口: 96.1 - 18歳以上: 93.3 世帯と家族（対世帯数） - 18歳未満の子供がいる: 33.3% - 結婚・同居している夫婦: 61.0% - 未婚・離婚・死別女性が世帯主: 8.0% - 非家族世帯: 27.0% - 単身世帯: 23.5% - 65歳以上の老人1人暮らし: 11.0% - 平均構成人数 - 世帯: 2.56人 - 家族: 3.03人 収入と家計 - 収入の中央値 - 世帯: 39,307米ドル - 家族: 45,735米ドル - 性別 - 男性: 32,933米ドル - 女性: 23,339米ドル - 人口1人あたり収入: 18,670米ドル - 貧困線以下 - 対人口: 8.0% - 対家族数: 6.0% - 18歳未満: 10.1% - 65歳以上: 9.2% |

## 郡区

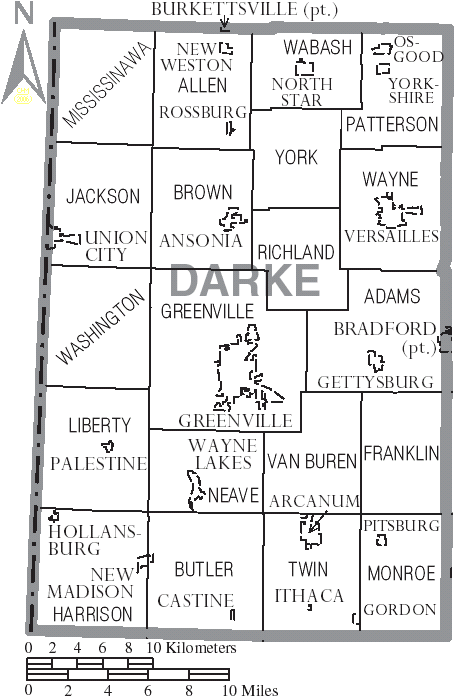
ダーク郡図

ダーク郡は下記20の郡区に分割されている。
| - アダムズ - アレン - ブラウン - バトラー - フランクリン | - グリーンビル - ハリソン - ジャクソン - リバティ - ミシシナワ | - モンロー - ニーブ - パターソン - リッチランド - ツイン | - ヴァンビューレン - ウォバッシュ - ワシントン - ウェイン - ヨーク |

## 都市
- グリーンビル - 郡庁所在地

### 村
| - アンソニア - アーカナム - ブラッドフォード - バーケッツビル - キャスタイン | - ゲティスバーグ - ゴードン - ホランズバーグ - イサカ - ニューマディソン | - ニューウェストン - ノーススター - オズグッド - パレスタイン - ピッツバーグ | - ロスバーグ - ユニオンシティ - バーセイルズ - ウェインレイク - ヨークシャー |

### 未編入の町
| - アボッツビル - ベイカー - ビームズビル - ブラフェッツビル - ブロック - コールタウン - コスモス | - ドーン - デライズ - フォートジェファーソン - フレンチタウン - ヒルグローブ - ホレイショ - ハンチバーガーズ | - ジェイズビル - ナッシュビル - ニューハリソン - ノースデイトン - オッターバイン - パイクビル - ローズヒル | - ラッシュズステーション - サボナ - ステルビデオ - シャープアイ - ウェブスター - ウッディントン |

## 教育

### 公共教育学区
- アンソニア・ローカル教育学区
  - アンソニア高校、アンソニア村
- アーカナム・バトラー・ローカル教育学区
  - アーカナム高校、アーカナム村
- フランクリン・モンロー教育学区
  - フランクリン・モンロー中・高校、ピッツバーグ村
- グリーンビル市教育学区
  - グリーンビル高校、グリーンビル市
- ミシシナワバレー・ローカル教育学区
  - ミシシナワバレー中・高校、ユニオンシティ村
- トリ・ビレッジ・ローカル教育学区
  - トリ・ビレッジ高校、 ニューマディソン村
- バーセイルズ免除村教育学区
  - バーセイルズ高校、バーセイルズ村

## 歴史的な場所
郡内にはアメリカ合衆国国家歴史登録財に指定された場所が25か所ある。例えばダーク郡庁舎・保安官事務所・監獄やバーセイルズ町役場とウェイン郡区役場である。